# Gmina Åstorp
Gmina Åstorp (szw. Åstorps kommun) – gmina w Szwecji, w regionie Skania, z siedzibą w Åstorpie.
Pod względem zaludnienia Åstorp jest 167. gminą w Szwecji. Zamieszkuje ją 13 389 osób, z czego 49,85% to kobiety (6675) i 50,15% to mężczyźni (6714). W gminie zameldowanych jest 791 cudzoziemców. Na każdy kilometr kwadratowy przypada 143,69 mieszkańca. Pod względem wielkości gmina zajmuje 272. miejsce.